# フルオロリン酸
フルオロリン酸(Fluorophosphoric acid)は、化学式H2PO3Fの無機化合物である。無色の粘性液体で、-78℃まで冷却すると、硬いガラス状に固化する。

## 合成
産業的には、五酸化二リンをフッ化水素で処理することにより得られる。不純物を含むものは、フッ化ホスホリルの加水分解でも得られるが、この反応ではジフルオロリン酸が最初に合成される。
POF
3 + H
2O → HPO
2F
2 + HF
次の段階で、フルオロリン酸が生成する。
HPO
2F
2 + H
2O → H
2PO
3F + HF

## 反応
フルオロリン酸は二塩基酸で、pKa1は5.5、pKa2は8.5である。共役塩基はフルオロリン酸塩であり、こちらは加水分解の作用を受けにくい。フルオロリン酸が水で希釈されると、加水分解されてリン酸になる。可燃性はない。

## 利用
フルオロリン酸は、電解研磨剤や化学的研磨剤等として、金属表面の保護塗装に用いられる。ナトリウム塩であるフルオロリン酸ナトリウムは、う蝕を防ぐ歯磨剤に用いられている。

## 安全性
フルオロリン酸は生体組織に対して腐食性を持ち、深刻な熱傷や恒久的な眼の損傷を起こしうる。摂取すると、消化管の深刻な熱傷や恒久的な損傷を起こしうる。吸入すると、呼吸器の深刻な熱傷や化学性肺炎を起こしうる。吸入、摂取、皮膚接触により、重症や死に至ることもある。接触や吸入の症状は、遅れて現れてくることもある。